# My Princess
My Princess (en hangul, 마이 프린세스; romanización revisada, Mai Peurinseseu) es una serie de televisión surcoreana emitida por MBC, desde el 5 de enero hasta el 24 de febrero de 2011. Fue protagonizada por Song Seung Heon, Kim Tae Hee, Park Ye Jin y Ryu Soo Young.

## Argumento
Una estudiante universitario, Lee Seol se entera de que ella es una princesa y de la bisnieta del último emperador de la dinastía Joseon, Emperador Sunjong. El nieto del presidente del Grupo Daehan, Park Hae Young, es puesto a cargo de la educación de Seol en la etiqueta adecuada con el fin de desempeñar su papel. Sin embargo, Hae Young se pone en una situación precaria cuando se ve atraído por Seol, la chica que le quitará su herencia si la monarquía se restaura.

## Elenco

### Principal
- Song Seung Heon como Park Hae Young.
  - Choi Won Hong como Park Hae Young (niño).
- Kim Tae Hee como Lee Seol.
  - Jeon Min Seo como Lee Seol (niña).
- Park Ye Jin como Oh Yoon Joo.
- Ryu Soo Young como Nam Jung Woo.

### Secundario
- Lee Soon-jae como Park Dong-jae.
- Maeng Sang Hoon como Oh Ki Taek.
- Kang Ye Sol como Lee Dan.
- Im Ye Jin como Kim Da Bok.
- Lee Ki Kwang como Geon Yi.
- Son Sung Yoon como Shin Mi So.
- Hwang Young-hee como Hong In-ae.
- Lee Sung-min como Lee Young Chan, presidente de la República de Corea.
- Lee Dae Yeon como So Sun Woo.
- Choi Yu Hwa como Kang Sun Ah.
- Baek Bong Ki como Bong Jae.
- Heo Tae Hee como ayudante.
- Chu Hun Yub como Yoo Ki Kwang.
- Min Joon Hyun como reportero.
- Park Hyuk Kwon como Lee Han.
- Park Jung Woo como el padre de Park Hae Young.
- Jo Sung-ha como el padre de Park Dong-jae.

### Apariciones especiales
- Ahn Nae-sang como el Rey Soon-jong.

## Recepción

### Audiencia
En azul la audiencia más baja y en rojo la más alta, correspondientes a las empresas medidoras TNms y AGB Nielsen.
| Ep. #    | Fecha de estreno      | Share        | Share        | Share       | Share       |
| Ep. #    | Fecha de estreno      | TNmS Ratings | TNmS Ratings | AGB Nielsen | AGB Nielsen |
| Ep. #    | Fecha de estreno      | Nacional     | Seúl         | Nacional    | Seúl        |
| -------- | --------------------- | ------------ | ------------ | ----------- | ----------- |
| 1        | 5 de enero de 2011    | 13.0 %       | 17.1 %       | 15.9 %      | 17.5 %      |
| 2        | 6 de enero de 2011    | 14.3 %       | 17.2 %       | 17.6 %      | 19.8 %      |
| 3        | 12 de enero de 2011   | 16.2 %       | 20.0 %       | 20.0 %      | 21.7 %      |
| 4        | 13 de enero de 2011   | 17.0 %       | 22.7 %       | 20.9 %      | 23.0 %      |
| 5        | 19 de enero de 2011   | 16.9 %       | 21.9 %       | 18.8 %      | 21.0 %      |
| 6        | 20 de enero de 2011   | 14.0 %       | 18.4 %       | 18.8 %      | 21.3 %      |
| 7        | 26 de enero de 2011   | 14.1 %       | 18.2 %       | 15.7 %      | 17.7 %      |
| 8        | 27 de enero de 2011   | 14.5 %       | 18.0 %       | 17.4 %      | 20.0 %      |
| 9        | 2 de febrero de 2011  | 9.9 %        | 11.8 %       | 12.1 %      | 13.6 %      |
| 10       | 3 de febrero de 2011  | 8.4 %        | 10.1 %       | 11.3 %      | 13.0 %      |
| 11       | 9 de febrero de 2011  | 12.0 %       | 14.7 %       | 15.2 %      | 17.7 %      |
| 12       | 10 de febrero de 2011 | 12.4 %       | 15.8 %       | 14.8 %      | 17.0 %      |
| 13       | 16 de febrero de 2011 | 12.6 %       | 15.5 %       | 15.3 %      | 17.9 %      |
| 14       | 17 de febrero de 2011 | 12.3 %       | 15.5 %       | 15.1 %      | 17.4 %      |
| 15       | 23 de febrero de 2011 | 12.0 %       | 15.6 %       | 14.6 %      | 16.7 %      |
| 16       | 24 de febrero de 2011 | 12.3 %       | 15.4 %       | 15.0 %      | 17.2 %      |
| Promedio | Promedio              | 13.0 %       | 16.7 %       | 16.2 %      | 18.3 %      |

## Banda sonora
1. Falling – Lee Sang Eun
2. Because of You (너 때문인걸) – BEAST
3. Blowing Wind (바람 불어라) – Heo Ga Yoon (4minute)
4. Sunset (노을) – Every Single Day
5. Change – Every Single Day
6. Kasio – Taru
7. The Last Song (마지막 노래) – Lucite Tokki
8. Cherish That Person (그 사람을 아껴요) – Yang Yo Seob (BEAST)
9. Teddy Bear (곰인형) – OKDAL
10. Oasis (오아시스) – Jeon Ji Yoon (4minute)
11. U.F.O. – Yohan (Pia)
12. Young Princess – Carl Kanowsky y Moon Sung Nam
13. Heart (마음) – Every Single Day
14. Falling (Original Ver.) – Every Single Day

## Premios y nominaciones
| Año  | Premio                               | Categoría                                                | Nominado                      | Resultado |
| ---- | ------------------------------------ | -------------------------------------------------------- | ----------------------------- | --------- |
| 2011 | 6th Seoul International Drama Awards | Mejor actor coreano                                      | Song Seung Heon               | Nominado  |
| 2011 | 6th Seoul International Drama Awards | Mejor actriz coreana                                     | Kim Tae Hee                   | Nominada  |
| 2011 | MBC Drama Awards                     | Premio a la excelencia superior, actor en una miniserie  | Song Seung Heon               | Nominado  |
| 2011 | MBC Drama Awards                     | Premio a la excelencia superior, actriz en una miniserie | Kim Tae Hee                   | Nominada  |
| 2011 | MBC Drama Awards                     | Mejor nuevo actor en una miniserie                       | Lee Ki Kwang                  | Ganador   |
| 2011 | MBC Drama Awards                     | Premio de la popularidad, actor                          | Song Seung Heon               | Nominado  |
| 2011 | MBC Drama Awards                     | Premio de la popularidad, actriz                         | Kim Tae Hee                   | Nominada  |
| 2011 | MBC Drama Awards                     | Mejor pareja                                             | Song Seung Heon y Kim Tae Hee | Nominados |
| 2012 | 7th Seoul International Drama Awards | Mejor drama coreano                                      | My Princess                   | Nominados |

## Emisión internacional
- Filipinas: ABS-CBN (2011).
- Hong Kong: TVB Japanese Drama y TVB J2.
- Israel: Viva.
- Japón: Fuji Television (2011).
- Malasia: 8TV.
- Medio Oriente: MBC4 (2014).
- Singapur: MediaCorp Channel U.
- Taiwán: EBC.
- Tailandia: Channel 7 (2013).
- Vietnam: VTV6.